# Raja Chari
Raja Jon Vurputoor Chari, né le 24 juin 1977 à Milwaukee dans le Wisconsin, est un pilote militaire et astronaute américain. Après une formation en aéronautique et astronautique, il s'engage dans la United States Air Force et devient pilote d'avions de combat. Pendant sa carrière à l'armée il est déployé en Corée du Sud, au Royaume-Uni, et participe à l'opération Liberté irakienne.
En 2017 il est sélectionné par la NASA en tant que membre du groupe d'astronautes 22. Il complète son entraînement de base en 2020 puis s'envole le 10 novembre 2021 à bord de SpaceX Crew-3 depuis le centre spatial Kennedy en Floride pour sa première mission à bord de la Station spatiale internationale.

## Formation
Raja Chari naît le 24 juin 1977 à Milwaukee dans le Wisconsin mais grandit à Cedar Falls dans l'Iowa. Son père est originaire de Hyderabad en Inde, il émigre aux États-Unis en 1973. Raja Chari est diplômé du lycée Columbus (en) à Waterloo dans l'Iowa, puis il obtient un baccalauréat en sciences dans l'ingénierie astronautique de l'United States Air Force Academy dans le Colorado en 1999, et une maîtrise universitaire ès sciences en astronautique et aéronautique du Massachusetts Institute of Technology en 2001,.

## Carrière militaire
À partir de juillet 2003 il sert en tant que pilote de F-15E à la Elmendorf Air Force Base près d'Anchorage en Alaska, et est déployé pendant l'opération Liberté irakienne ainsi qu'en Corée du Sud, puis en juillet 2006 il est affecté au 494th Fighter Squadron (en) à la base RAF Lakenheath au Royaume-Uni. En octobre 2007 il rejoint la United States Naval Test Pilot School dans le Maryland d'où il sort diplômé en décembre 2008, puis il est affecté au 40th Flight Test Squadron (en) à la Eglin Air Force Base en Floride. À partir d'août 2012 il travaille pour le Air Force Rapid Capabilities Office (en) à Washington, puis en juin 2015 il devient commandant du 461st Flight Test Squadron (en) et directeur de la Force d'essai intégrée du F-35 (anglais : F-35 Integrated Test Force) à la Edwards Air Force Base en Californie. Au cours de sa carrière au sein de l'United States Air Force il a accumulé plus de 2 500 heures de vol sur des avions F-15, F-16, F-18 et F-35.

## Astronaute
En juin 2017 il est sélectionné en tant que l'un des 12 membres du groupe d'astronautes 22 de la NASA. Il commence son entraînement de base en août de la même année qu'il complète en janvier 2020, puis il devient directeur de l'équipe d'essai conjointe (Joint Test Team) du Commercial Crew Program. En décembre 2020 il est retenu pour la première sélection d'astronautes du programme Artemis.

### Expéditions 66/67
Il s'envole le 10 novembre 2021 pour son premier vol spatial en tant que commandant de la mission SpaceX Crew-3 depuis le centre spatial Kennedy en Floride avec les astronaute américains Thomas Marshburn et Kayla Barron, et l'astronaute allemand Matthias Maurer, pour une mission de longue durée à bord de la station spatiale internationale. 

## Vie privée
Il est marié avec Holly Schaffter, elle aussi originaire de Cedar Falls, avec qui il a trois enfants.

## Distinctions
Il reçoit plusieurs prix au cours de sa carrière dont :
- Defense Meritorious Service Medal
- Meritorious Service Medal
- Aerial Achievement Medal
- Air Force Commendation Medal
- Air Force Achievement Medal
- Iraq Campaign Medal
- Korean Defense Service Medal
- Nuclear Deterrence Operations Service Medal